# Engelbert-Marie d'Arenberg
Pour les autres membres de la famille, voir Maison d'Arenberg.
 (mai 2021).
Si vous disposez d'ouvrages ou d'articles de référence ou si vous connaissez des sites web de qualité traitant du thème abordé ici, merci de compléter l'article en donnant les références utiles à sa vérifiabilité et en les liant à la section « Notes et références ».
Engelbert-Marie d'Arenberg (de son nom complet : Engelbert Prosper Ernst Maria Joseph Julius Balthasar Benedikt Anton Eleonore Lorenz, né le 10 août 1872 à Salzbourg et mort le 15 janvier 1949 à Lausanne), 9e duc d'Arenberg, était un aristocrate, militaire et homme politique allemand des XIXe et XXe siècles. Il était un petit-fils du duc Prosper-Louis d'Arenberg (1785-1861), gouverneur du duché d'Arenberg-Meppen. Ses parents étaient Engelbert-Auguste d'Arenberg (1824-1875), 8e duc d'Arenberg, et Éléonore-Ursule d'Arenberg (1845-1919), cousine issue de germains de son mari.

## Biographie
Engelbert-Marie passa sa prime jeunesse en Belgique, au palais d'Egmont à Bruxelles ainsi que dans les palais Heverlee à Louvain (château d'Arenberg (Brabant flamand)) et le château d'Enghien au sud-ouest de Bruxelles.
De 1889 à 1893, il fut officier, dans l'armée prussienne, au 4e régiment de cuirassiers (de) à Münster, et de 1893 à 1896, il servit au régiment de cuirassiers de la Garde à Berlin.
De 1909 à 1912, il siégea au Reichstag, comme député, du Zentrum, représentant la circonscription Lüdinghausen-Warendorf-Beckum. De 1903 à 1918, il appartenait également, comme duc héréditaire à la chambre des seigneurs de Prusse, et de 1917 à 1919, au parlement provincial de Westphalie (de).
Au cours de la Première Guerre mondiale, il appartenait au haut commandement de la VIIe armée allemande. Après la guerre, frappé des séquestres français et belge, Engelbert-Marie d'Arenberg partit vivre à l'étranger. Après un bref séjour à Milan, il a déménagé à Lausanne.
Le duc Engelbert-Marie a hérité en 1875, après la mort de son père, de ses vastes propriétés y compris de grandes zones forestières dans le Emsland (Basse-Saxe). En 1903, il avait acheté le château de Nordkirchen dans le Münsterland. Selon l'auteur Bernt Engelmann, Engelbert-Maria d'Arenberg était, en 1913, « l'un des propriétaires les plus riches de Westphalie ». Sa fortune était évaluée fiscalement à 63 millions de marks-or. D'Arenberg géra les principales propriétés industrielles de la famille, y compris plusieurs mines, et, de 1928 à 1932, des sociétés telles que Arenberg-Meppen GmbH (de), Arenberg Nordkirchen GmbH, Arenberg-Recklinghausen GmbH, Arenberg-Schleiden GmbH et Arenberg-Dusseldorf GmbH. Les actionnaires de ces entreprises étaient, dès le début, ses trois enfants.
Grand mécène, il a également été le fondateur de nombreuses institutions sociales.
Le duc d'Arenberg fut nommé 1919 citoyen d'honneur de Meppen (Allemagne), et, en 1927, de la ville de Recklinghausen.
En 1949, il mourut après une courte maladie à Lausanne.

## Décorations
|  |  |  |

- Chevalier de l'ordre souverain de Malte
- Chevalier de l'ordre suprême de la Très Sainte Annonciade

## Vie familiale

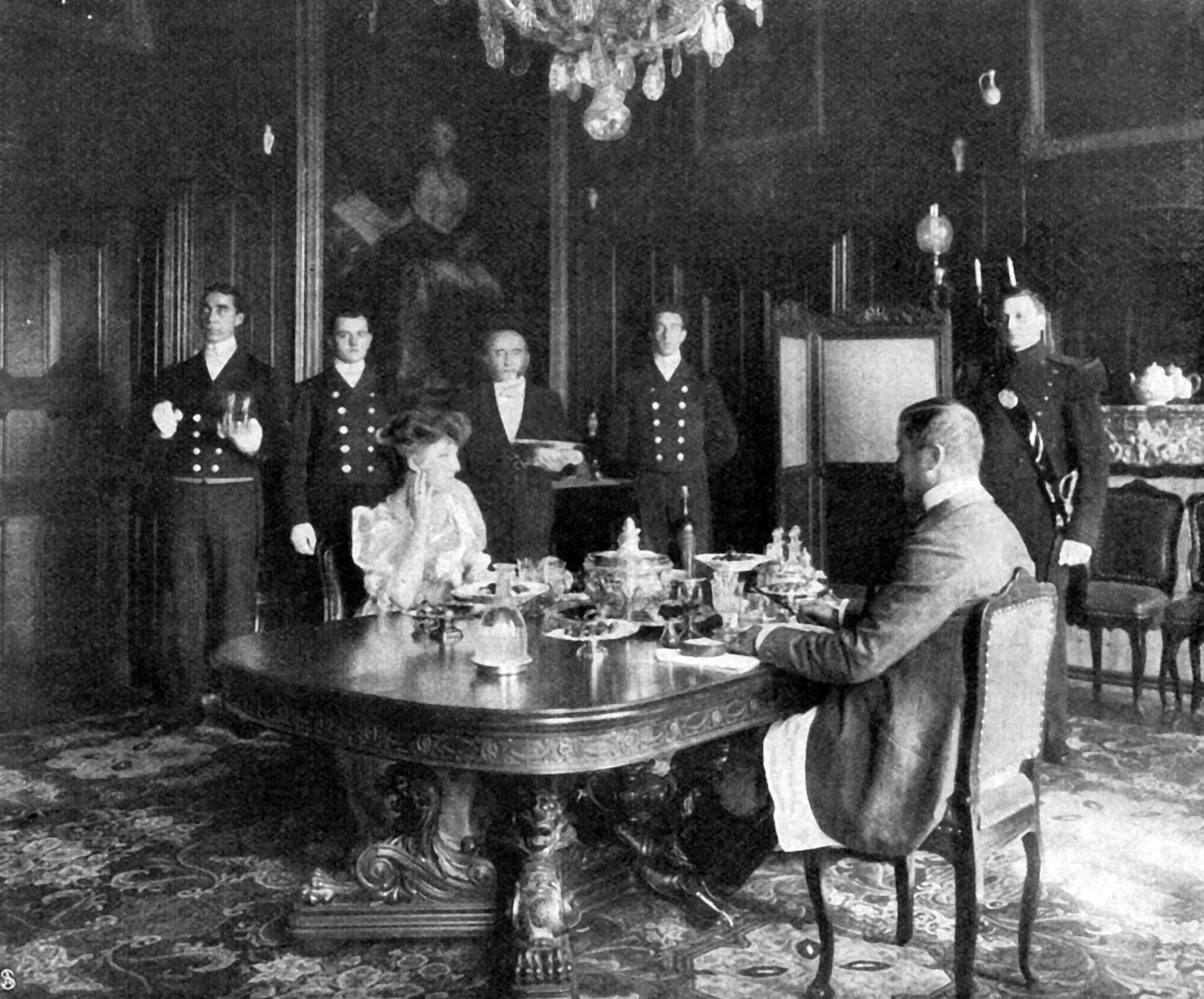
Engelbert-Marie d'Arenberg et son épouse Hedwige, princesse de Ligne; photo par Georg Rothe 1906

Fils aîné d'Engelbert-Auguste d'Arenberg (1824-1875) et de son épouse et cousine Éléonore (1845-1919) princesse et duchesse d'Arenberg, Engelbert-Marie épousa, le 14 octobre 1897 à Bruxelles, avec Hedwige (1877 † 1938), princesse de Ligne. Ensemble, ils eurent :
1. Son Altesse Sérénissime Engelbert-Charles (20 avril 1899] - Héverlée (Belgique) † 27 avril 1974 - Monte-Carlo, Monaco), 10e duc d'Arenberg, 16e duc d'Aerschot, 5e duc de Meppen, 5e prince de Recklinghausen, marié le 15 juin 1939, Charlottenbourg, Berlin), avec Valerie d'Oldenbourg (1900 † 1953), princesse en Schleswig-Holstein (fille de Albert de Schleswig-Holstein), puis le 23 mai 1955 à Berchem (Anvers), avec Mathild Callay (1913-1989). Il n'eut pas postérité de ses deux unions ;
2. Son Altesse Erik Engelbert (17 octobre 1901 - Héverlée (Belgique) † 13 septembre 1992 - Punta del Este, Maldonado, Uruguay), 11e duc d'Arenberg, 17e duc d'Aerschot, 6e duc de Meppen, 6e prince de Recklinghausen, chevalier de l'ordre souverain de Malte, marié, le 20 août 1949 à Lausanne, avec Marie Thérèse de la Poëze d'Harambure (1911 † 2005), veuve de Henri de Belsunce. Sans postérité, il adopta (Paris, le 15 février 1956) Laetitia de Belsunce (né en 1941), princesse d'Arenberg, et son frère Rodrigue de Belsunce (1942 † 2007), prince et duc d'Arenberg ;
3. Lydia (1er avril 1905 - Bruxelles † 23 juillet 1977 - Lausanne), mariée, le 30 avril 1928 à Turin, avec Philibert de Savoie-Gênes (1895 † 1990), duc de Pistoie, duc de Gênes, petit-fils de Ferdinand de Savoie, sans postérité.